# Joker (personnage)
Pour les articles homonymes, voir Joker.
 (mars 2015).
 (juillet 2016).
Le Joker est un personnage de fiction, super-vilain des comic books de DC Comics. Créé par Jerry Robinson, Bill Finger et Bob Kane, il apparaît initialement dans Batman no 1, au printemps 1940. Le créateur du personnage est contesté, Kane et Robinson ayant à la fois revendiqué la conception du Joker mais reconnu l'écriture du personnage de la main de Finger. Destiné à être tué lors de sa parution initiale, le Joker a été épargné par l'intervention éditoriale, ce qui a permis au personnage de devenir le pire ennemi de Batman.
Tout au long de ses apparitions, dont la forme évoluera avec les époques, le Joker est dépeint comme un personnage très intelligent, maître du crime. Initialement introduit comme un psychopathe avec un sens déformé et sadique de l'humour, le personnage est devenu un farceur maladroit dans les années 1950 en réponse à la réglementation du Comics Code Authority, avant d'être ramené à ses racines sombres. Connu comme étant l'ennemi juré de Batman, le Joker a été responsable de la plupart des histoires qui définissent ce personnage. Plusieurs versions de ses origines ont été imaginées tout au long de ses huit décennies de publication, mais la plus commune est la chute dans une cuve de déchets toxiques, qui blanchit sa peau, teint en vert ses cheveux et en rouge sang ses lèvres. Sa défiguration le rend fou.
C'est l'un des personnages les plus emblématiques de la culture populaire. Antithèse complète du personnage de Batman, le Joker a été considéré à maintes reprises comme l'un des meilleurs méchants de la bande dessinée. Il a été décliné en divers produits dérivés tels que des vêtements et articles de collection, des attractions, des jouets, etc.
Le Joker a été incarné par plusieurs acteurs à l'écran, notamment par Cesar Romero dans la série Batman et le film de 1966, Jack Nicholson dans le Batman de Tim Burton et Heath Ledger dans The Dark Knight, pour lequel il a gagné à titre posthume l’Oscar du meilleur acteur dans un second rôle. Mark Hamill, Brent Spiner et Michael Emerson ont également prêté leurs voix au personnage dans des adaptations animées. Dans les nouvelles adaptations de l'univers DC, c'est l'acteur Jared Leto qui enfile le costume du Joker, notamment dans le film Suicide Squad de 2016. Qui reprendra dans le film Zack Snyder's Justice League de 2021. Dans la série Gotham, il est interprété par Cameron Monaghan à travers les personnages des jumeaux Jerome et Jeremiah Valeska. Dans les films Joker (2019) et Joker : folie à deux (2024), il est joué par Joaquin Phoenix, rôle pour lequel il a emporté l'Oscar du meilleur acteur en 2020.

## Création du personnage

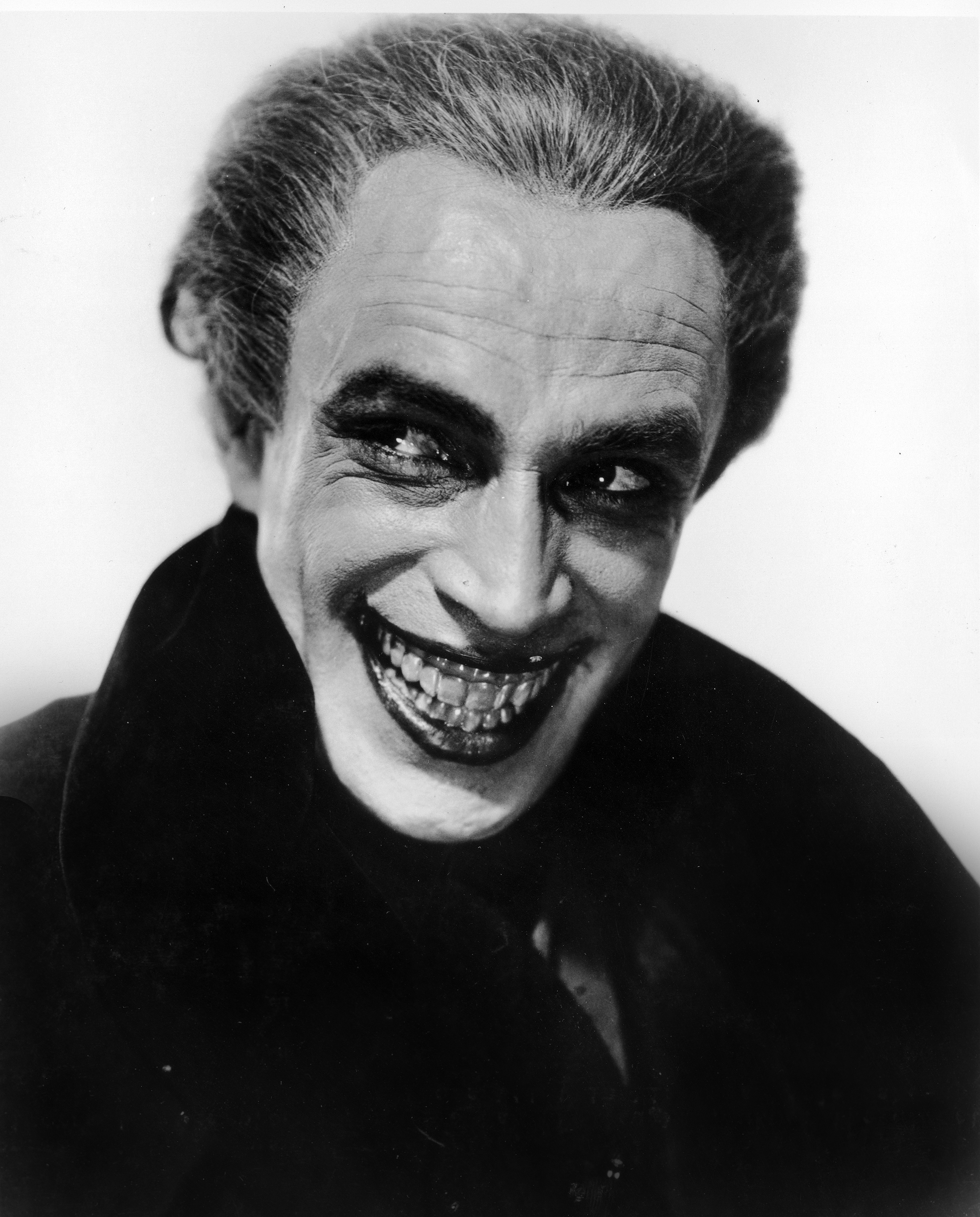
Conrad Veidt dans L'homme qui rit de Paul Leni.

Bob Kane et Bill Finger sont considérés comme les créateurs du personnage. Désireux d'opposer un adversaire haut en couleur à Batman, ils trouvent une source d'inspiration dans le film L'Homme qui rit, adapté du roman homonyme de Victor Hugo. Les traits grimés de l'acteur Conrad Veidt servent de modèle graphique au personnage,.
Bill Finger, Bob Kane et Jerry Robinson sont tous les trois crédités de la création du Joker mais leurs versions du processus de création du personnage diffèrent. Néanmoins, tous reconnaissent d'une part que Bill Finger a soumis aux deux autres une photo de l'acteur Conrad Veidt incarnant le personnage de Gwynplaine, un homme au visage défiguré et affichant un sourire permanent, dans l'adaptation cinématographique tirée du roman hugolien en 1928 ; et d'autre part que Robinson a soumis un dessin d'une carte à jouer Joker,. Selon l'historien William Blanc, le Joker est également inspiré de Quasimodo, protagoniste de Notre-Dame de Paris de Victor Hugo.
Le personnage de Gwynplaine est considéré par beaucoup comme l'ancêtre du Joker ; cette ressemblance poussera DC Comics à publier en février 2005 une nouvelle version du premier récit du Joker intitulé JOKER : L'Homme qui rit, scénarisé par Ed Brubaker et dessiné par Doug Mahnke.

## Biographie fictive
Batman apparaît dans le comic book Detective Comics en 1939, puis le super-héros acquiert un titre à son nom en 1940. C'est dans ce premier numéro de Batman que le Joker apparaît pour la première fois. Aucune origine ne lui est attribuée et durant des années, cet aspect du personnage n'est pas traité. Par la suite, plusieurs scénarios ont diversement relaté la jeunesse du personnage, sans coïncider entre eux, proposant plusieurs identités d'origines diverses. Le passé du personnage est cependant considéré comme un sujet sensible, beaucoup estimant qu'une bonne partie de ce qui fait la réussite de ce dernier auprès du public est justement le manque d'information et le mystère de sa vie passée, dont d'ailleurs le personnage lui-même ne se souvient plus à cause de sa folie. Le Joker, pleinement conscient de cela, s'amuse même ainsi à raconter diverses versions inventées, et ce, pour se jouer des autres personnes.

### Biographies alternatives
Dans Batman: The Killing Joke, Alan Moore fait du Joker, à l'origine, un humoriste raté dont le seul souci est de subvenir aux besoins de sa femme enceinte. Sans autre choix, il accepta de participer au cambriolage d'une fabrique de cartes à jouer en passant par une usine de déchets toxiques et franchit un point de non-retour dans la délinquance après la mort de sa femme et de leur enfant. L'accident entraîne définitivement sa perte de raison et son entrée dans le monde du crime. Cette histoire est racontée du point de vue du Joker. Il s'agit, encore à ce jour, de l'origine la plus probable du personnage. Depuis la parution de cette histoire, la plupart des histoires mettant en scène le Joker reprennent des éléments du comics d'Alan Moore.
Dans Batman: Dark Knight (The Dark Knight Returns: Partie 2) de Frank Miller, le créateur, scénariste et dessinateur relate un futur hypothétique de Batman et du Joker. Batman s'est retiré de son rôle de justicier et le Joker reste dans un état catatonique dans l'Asile d'Arkham. Mais le retour du justicier provoque chez le Joker le besoin de s'évader pour le combattre de nouveau. Les deux ennemis s'affrontent violemment et Batman blesse grièvement le Joker en lui brisant partiellement la nuque. Le Clown, dans un dernier rire, finit par se suicider, faisant ainsi passer Batman pour un meurtrier aux yeux de la police.
Dans Batman de Tim Burton, le Joker est nommé Jack Napier. Son dossier pénal indique qu'il a été reconnu coupable à l'âge de quinze ans d'attaque à main armée, qu'il est sujet à de violentes sautes d'humeur et souffre, selon l'expertise psychologique, d'une instabilité émotionnelle, et ce avant même son accident. Il commet, à l'âge de vingt ans environ, le double meurtre des parents de Bruce Wayne. Puis il gravit les échelons de la mafia et devient le bras droit du parrain Carl Grissom, entretenant une liaison amoureuse avec la petite amie de ce dernier. Grissom tend un piège à Jack Napier en l'envoyant à l'usine de produits chimiques Axis Chemicals. En se rendant à l'usine, Napier fait face à Batman, qui le fait tomber malgré lui dans une cuve d'acide, provoquant ainsi sa déformation physique. Survivant à son bain toxique, il se fait opérer, prend le surnom du Joker et assassine son ancien patron, se rendant ainsi seul maître de la mafia qui gangrène Gotham City. Il commercialise le Risex (le fameux produit chimique qui l'a déformé physiquement) en le dissimulant par mélange dans des produits de beauté, et provoque ainsi la mort des utilisateurs de ces produits. S'ensuit un combat avec Batman – qui l'a entre-temps identifié comme étant l'assassin de ses parents – à l'issue duquel il trouve la mort.
Dans la série animée Batman de 1992, le Joker compte parmi ses pseudonymes Jack Napier. Il travaille d'abord pour le compte des mafieux Salvatore Valestra, Buzz Bronski et Chuckie Sol, avant de former son propre gang. À la tête de ce gang, il supervise le cambriolage de l'usine Ace Chemicals, où il rencontre Batman ; Jack Napier engage le combat contre ce dernier mais Batman le fait tomber dans une cuve d'acide. Défiguré, rendu complètement fou, il se donne le surnom de Joker.
Dans The Dark Knight: Le Chevalier noir de Christopher Nolan, le Joker est un gangster et possède deux longues cicatrices prolongeant sa bouche. Son passé est inconnu. Le Joker donne lui-même différentes explications concernant son sourire et sa déformation faciale, adaptant l'histoire à son interlocuteur. La première explication qu'il donne est qu'il a été défiguré par son père, sous prétexte qu'il avait un air trop sérieux, dans la seconde, il explique qu'il s'est entaillé lui-même le visage avec une lame de rasoir pour prouver à sa femme, elle-même défigurée après une agression, qu'il se fichait de ses cicatrices.

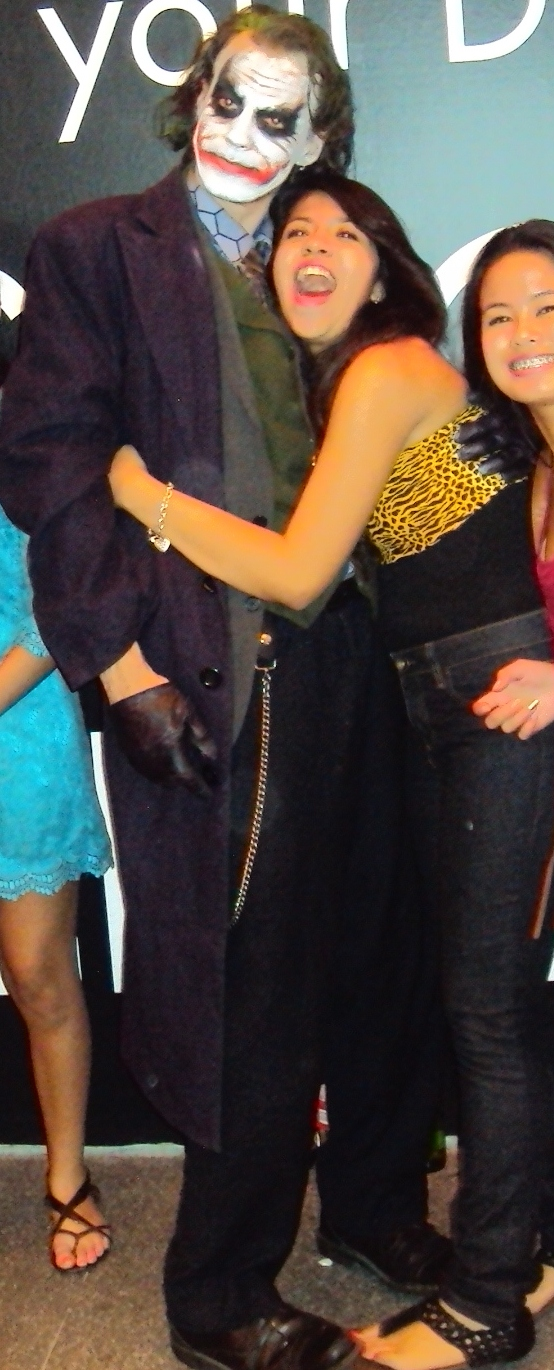
Cosplay du Joker de The Dark Knight

En 2011, avec les New 52 par DC Comics, qui consiste à renouveler les anciennes séries DC et à en proposer de nouvelles, le passé du Joker est à nouveau modifié. Le Joker était déjà un psychopathe, ayant créé un gang basé sur le chantage et la torture pour apporter le chaos à Gotham. Les New 52 donnent une nouvelle jeunesse au personnage, le montrant comme un enfant maltraité par sa tante.
Dans le monde parallèle du film d'animation La Ligue des justiciers : Conflit sur les deux Terres, le « Fou du Roi » (Jester en VO) fait équipe avec Lex Luthor pour contrer le Syndicat du Crime, une version maléfique de la Ligue de justice. Le Fou du Roi est attrapé et blessé par les doubles maléfiques de Hawkgirl et J'onn J'onzz et choisit de se sacrifier avec une bombe, emportant avec lui ses meurtriers. Il a un singe comme animal de compagnie nommé Harley.
Dans l'univers alternatif de Flashpoint, le jeune Bruce Wayne est assassiné par un malfrat sous les yeux de ses parents. Bouleversés par la mort de leur fils, Thomas Wayne devient Batman et Martha Wayne le Joker, se tranchant les joues pour se créer un sourire permanent. Après moult péripéties, Thomas se confronte à sa femme et lui apprend qu’il est sur le point de réécrire l’histoire. Il empêche la mort de leur fils mais signe ainsi leur fin. Lorsque Martha réalise que son fils Bruce deviendra Batman, elle prend la fuite et meurt en tombant dans la Bat-cave.
Dans le jeu vidéo Batman: A Telltale Games Series, Bruce Wayne est interné à Arkham et fait la connaissance d'un autre patient de l'asile qui ne veut donner son nom à personne: il s'agit du Joker, surnommé « John Doe ». Il fait partie d'une équipe constituée de Bane, Mr. Freeze, Catwoman (apparition dans l'épisode 3 de la saison 2) et Harley Quinn, dont il est éperdument amoureux. L'équipe est rejointe par le milliardaire Bruce Wayne (Batman) qui infiltre leur bande afin d'empêcher leur projet.
Dans la série télévisée Gotham, le Joker est Jerome Valeska, fils illégitime d'une charmeuse de serpent et d'un médium. Vivant dans un cirque ambulant, il finit par tuer sa mère violente et instable avant de disparaître. Il réapparaît plus tard en tant qu'homme de main de Theo Galavan, le futur Azrael, au sein d'un groupe appelé les Maniaxs. Alors que Jerome s'apprête à tuer le jeune Bruce Wayne durant un gala de charité, Galavan le tue traîtreusement pour gagner la confiance de la ville. Mais la folie de ce dernier se transforme en un virus qui affecte de nombreux délinquants et enfants maltraités à travers Gotham. Les adorateurs de Jerome surgissent dans différents endroits de la ville, jusqu'à ce qu'un culte ne récupère son corps pour prendre son visage. Il revient d'entre les morts et reprend son visage, qu'il fixe par des agrafes. Sa folie se répand parmi les patients de l'asile d'Arkham, dont il s'évade pour retrouver son jumeau, Jeremiah, qu'il expose à son gaz de folie en cadeau posthume. Jeremiah devient un nouveau Joker, plus froid et calculateur, obsédé comme son frère par Bruce Wayne.
Dans le comics Batman: White Knight, situé dans un univers alternatif, le Joker, nommé Jack Napier, est soigné de sa folie après des années d'affrontement contre Batman. Napier se révèle être un homme particulièrement intelligent et ambitieux, s'engageant en politique et se montrant déterminé à aider les quartiers pauvres et les minorités de Gotham face à la corruption du système et aux agissements de Batman. Ce dernier se montre en effet violent, renfermé et plus perdu que jamais à la suite du décès de son majordome Alfred. Cette histoire présente ainsi le Joker comme le gentil et Batman comme l'antagoniste.
Le comics Joker, publié en 2008, écrit par Brian Azzarello et illustré par Lee Bermejo, montre une version plus réaliste du Clown dans un univers plus mature et plus réaliste que les comics habituels. Le Joker est présenté comme un criminel ultra-violent et sanguinaire, dont l'apparence rappelle celle de Heath Ledger dans le film The Dark Knight : Le Chevalier noir (il porte des cicatrices en forme de sourire sur les joues). Sa folie est ici laissée au second plan et l'accent est plutôt mis sur sa violence et son audace.
Dans l'univers alternatif du Batman Who Laughs, le Joker met Gotham à feu et à sang, poussant Batman à franchir sa limite et à le tuer de ses mains. Le Clown libère une toxine qui infecte Batman, le rendant fou. Le justicier se retrouve alors avec la cruauté du Joker et l'intelligence de Batman, ce qui l'amène à tuer la Bat-Family et la Ligue de justice avec une redoutable facilité, se rendant ainsi maître de son univers.
Dans le film Joker de Todd Philips, le personnage se nomme Arthur Fleck et vit dans le Gotham City de 1981. Il travaille dans une agence de clowns et est méprisé et incompris à cause de sa maladie mentale qui lui cause des crises de rires frénétiques incontrôlables. Il mène une vie en marge de la société, logeant dans un immeuble miteux avec sa mère Penny. Un soir, il se fait agresser dans le métro par trois hommes, le poussant à les tuer en retour. Si son geste inspire une partie de la population et que le masque de clown devient un symbole contestataire contre la société riche de Gotham, Arthur bascule lui peu à peu dans la folie pour devenir le Joker, un dangereux tueur psychotique. Pleinement conscient de son état, il décide de rester comme il est, car ses mauvaises actions sont les seules choses lui permettant d'exister au sein de la société. Cependant dans la suite, Joker : Folie à deux, dont l'histoire suit son procès en 1983, la défense invoque deux personnalités distinctes pour lui éviter la peine de mort. Agissant d'abord comme Arthur, l'identité de Joker se remet au fur et à mesure en avant, poussée par les témoignages en sa défaveur. Finalement, au dernier jour du procès, Fleck révèle qu'il n'y a jamais eu de Joker et qu'il a agit tout le long en pleine conscience. Arthur Fleck meurt assassiné en prison par un des criminels incarcérés avec lui qui peu de temps après s'entaille le visage se créant ainsi le sourire de Glasgow, signe distinctif de chacun des Joker suivants dont ceux interprétés par Heath Ledger et Barry Keoghan. Selon une théorie sortie au moment du film, l'issue tragique du personnage à la fin de Joker : Folie à Deux laisse à penser que Fleck est ainsi le premier Joker de l'univers DC et que les nombreuses versions du rôle connues à l'heure actuelle sont en fait des descendants de Fleck qui se sont peu à peu réapproprier son alter-égo avec comme points communs : le sadisme et le rire. Les deux films reprennent plusieurs éléments de différents albums comme le meurtre des parents de Batman, le personnage d'Harley Quinn alors qu'elle est encore en étude de médecine, et les jeunes années du personnage d'Harvey Dent quand il est encore avocat aux barreaux pour la justice à Gotham.
Dans le film The Batman de Matt Reeves, il est incarné par Barry Keoghan. Le personnage n'est encore qu'un proto-Joker, n'ayant pas encore revendiqué ce nom et ne s'identifiant pas comme tel. Il a en revanche déjà des cheveux verts, une peau pâle et un sourire permanent. Son apparence est due selon le réalisateur à une maladie génétique, entraînant des déformations de la peau, notamment visibles au niveau de la bouche. Le personnage a croisé Batman dans sa première année de lutte contre le crime, et a été interné à Arkham pour une série de meurtres. Depuis, il reçoit de temps à autre la visite de l'homme chauve-souris, qui fait appel à lui pour des travaux de profilage. Le Joker aidera notamment sur le cas du Riddler dans une scène coupée au montage, avant de rencontrer Edward Nashton à Arkham en chair et en os à la fin du film.

### Mort
Il y a plusieurs versions de la mort du Joker suivant le support où il apparaît. En règle générale, dans le dessin animé ou les comics, le corps du Joker n'est pas retrouvé, c'est le cas notamment dès sa première apparition (à la suite d'une chute dans le vide par exemple ou dans une explosion) et ce dernier réapparaît dans un épisode ultérieur sans trop d'explication. Cependant, il y a plusieurs cas où sa mort est clairement identifiée, et, si le sujet du combat psychologique entre lui et Batman, très connu et qui revient beaucoup auprès des fans, où ce dernier est constamment et volontairement poussé à bout par le Joker pour qu'il le tue, ce que ce dernier veut pour montrer que même les plus grands héros peuvent s’abaisser aux mêmes atrocités que lui, il est le plus souvent tué par un autre personnage ou bien à cause de lui-même, emporté par sa propre folie. Dans tous les cas, le but du Joker étant de créer le chaos et de dégrader l'image des héros, et qu'un Joker qui meurt est un Joker qui gagne, sa mort affecte à chaque fois grandement l'histoire où elle se produit.
- Dans Kingdom Come, le Joker est tué par Magog, un super-héros issu d'une nouvelle génération remplaçant peu à peu l'ancienne, plus violent et indiscipliné. Même s'il a sauvé des vies, Magog a choisi cette option par simplicité. Superman, étant arrivé juste après, envoya Magog en prison, mais ce dernier reçut l'approbation du public, et Superman, choqué que les gens préfèrent choisir celui qui tue à la place de celui qui ne tue pas, se retira de la vie super-héroïque. Il ne revint que lorsque s'imposa la nécessité d'éduquer la nouvelle génération, inspirée par l'acte de Magog.
- Dans le film Batman de Tim Burton, le Joker tombe dans le vide du haut d'une cathédrale en tentant d'échapper à Batman.

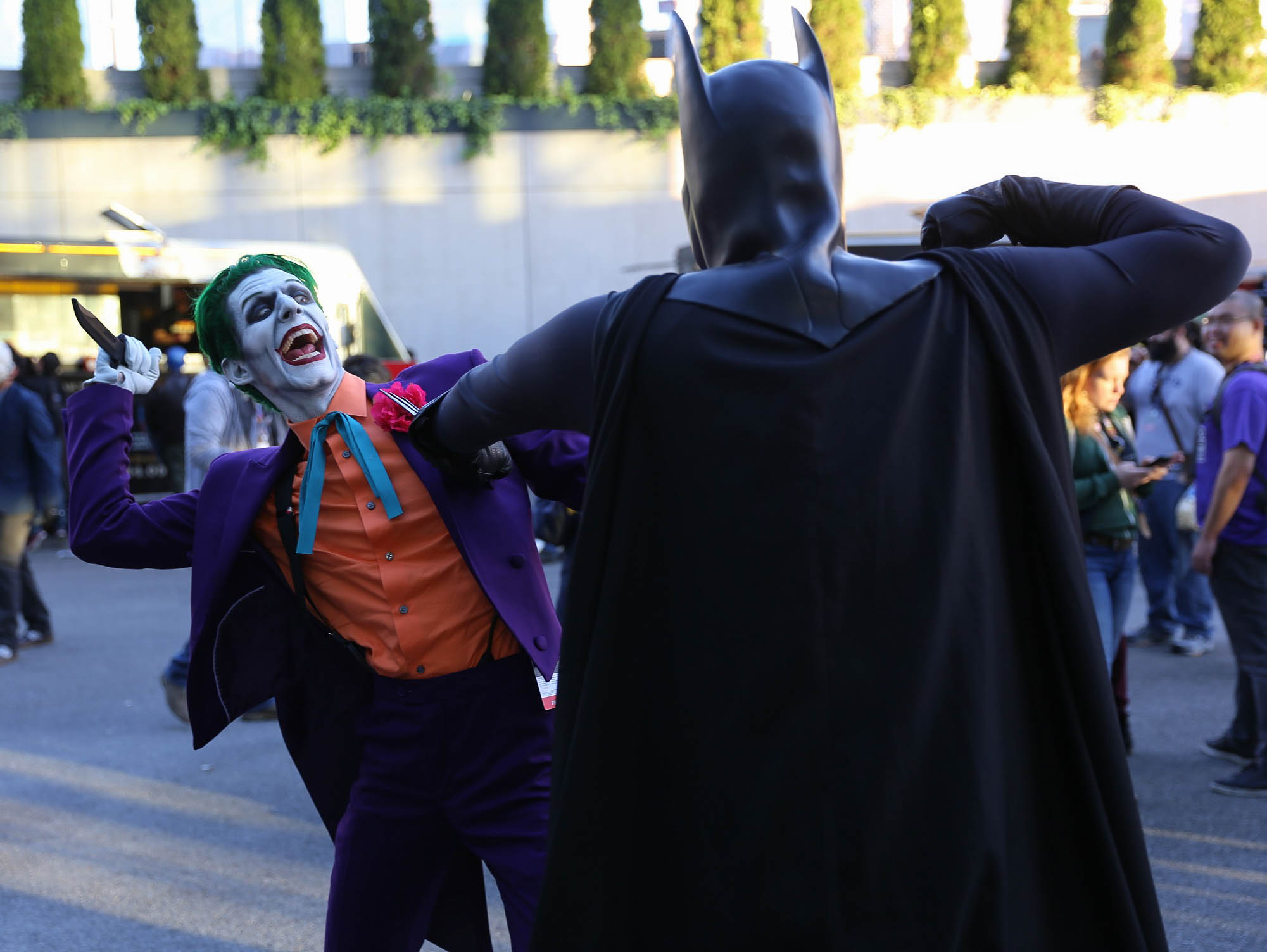
Batman VS Joker (cosplays)

- Batman VS Joker (cosplays)Dans le long-métrage d'animation Batman, la relève : Le Retour du Joker (qui se situe dans le même univers que la série de 1992), le Clown capture Robin (Tim Drake) et le torture longuement, le forçant à révéler l'identité de Batman. Rendu fou par son geôlier, Tim est transformé en version miniature du Joker et devient son serviteur. Secouru par Batman et Batgirl, Tim trouvera la force de lutter et tuera le Joker, sauvant par la même occasion son mentor. Ce passage n'est visible que dans la version non censurée du dessin animé: dans la version censurée, le Joker s’électrocute accidentellement en combattant Batman, venu sauver son protégé. Le corps du criminel est ensuite enterré dans les ruines de l'asile d'Arkham. Cependant, il avait pris soin de dissimuler une puce électronique contenant une copie de son esprit dans le corps de Robin. La puce fonctionne quarante ans plus tard, faisant revivre le Clown à travers Tim Drake. Le Joker est à nouveau éliminé lorsque Terry McGinnis (le successeur de Bruce Wayne en tant que Batman) détruit la puce, libérant Tim une bonne fois pour toutes.
- À la fin du jeu vidéo Batman: Arkham City, il meurt des suites de son infection par le virus Titan dans Batman: Arkham Asylum, et trouvera la mort finalement drôle en riant une dernière fois à cause de Batman. Le corps est remis par Batman à la police, puis sera incinéré par le commissaire Gordon dans Batman: Arkham Knight. Dans ce dernier opus, cependant, on découvre qu'il est en fait toujours vivant, son esprit s'étant introduit dans ceux qui ont reçu à leur insu son sang par le virus Titan, dont Batman, qui doit lutter intérieurement contre le Joker, qui attend le bon moment pour prendre possession de son corps. Ce dernier, probablement sous son influence, se comporte et se transforme physiquement et psychologiquement en Joker. Finalement, tous sont tués et son esprit est finalement emprisonné dans une prison spirituelle au cœur de celui de Batman.
- Dans Batman: The Dark Knight Returns, le Chevalier Noir, désormais quinquagénaire, sort d'une retraite de dix ans pour combattre le crime qui gangrène de plus en plus Gotham City. Le Joker, qui était dans un état catatonique et dépressif après la disparition de son vieil ennemi, se réveille et parvient à s'échapper d'Arkham, laissant des centaines de morts dans son sillage. Batman le rattrape en le blessant grièvement, mais ne parvient pas à l'achever, ayant toujours ses valeurs en lui. Déçu, le Joker finit par se suicider en se tordant le cou jusqu'à se briser la nuque, laissant ainsi croire à la police que Batman l'a tué.
- Dans Gotham, Jerome Valeska, le premier Joker meurt des suites d'une chute d'un building, après avoir avoué à Jim Gordon que quoi qu'il arrive, son culte lui survivra et que quelqu'un reprendra sa suite, ce qui se confirmera avec Jeremiah Valeska, qui devient le second Joker, et tombant dans la même folie que son frère jumeau, après avoir respiré le gaz que ce dernier lui avait laissé, afin qu'il prenne la relève.
- Dans l'univers dystopique du jeu vidéo Injustice : Les dieux sont parmi nous, le Joker, lassé de perdre face au Chevalier Noir, manipule Superman pour qu'il tue sa bien-aimée Lois Lane. Durant cet événement, Superman perdra non seulement la femme qu'il aime et l'enfant qu'elle attendait, mais aussi Metropolis, entièrement détruite par une bombe du Clown. Effondré, Superman tue le Joker en lui transperçant la poitrine de son poing et deviendra plus tard un dictateur mondial.
- Dans Batman Metal (ou Dark Nights: Metal), dans l'une des nombreuses réalités de l'anti-multivers, le Joker a appris l'identité de Batman et est parvenu à mettre Gotham à feu et a sang. Estimant que son ennemi est allé trop loin Batman le tue en lui brisant la nuque. Mais le Joker, dans un dernier ricanement, libère un gaz qui infecte le Chevalier Noir, le rendant fou et le transformant en une nouvelle version du Clown. Devenu le « Batman qui rit » (Batman who laughs en VO), il extermine ses alliés (ses protégés comme ses amis de la Ligue de justice) avant de conquérir l'intégralité de son monde. Il est ensuite recruté par Barbatos, le dieu du multivers noir, afin d'être le chef de son armée de Batmen maléfiques.
- Dans l'univers alternatif L'Héritage de Dracula, le Joker est tué par Batman, transformé en vampire à la suite de son affrontement avec Dracula.
- Dans Titans, dans une vision idéaliste de Dick Grayson provoqué par Trigon, le Joker est battu à mort par Batman dans un accès de rage peu de temps après que son ennemi juré ait tué le commissaire Gordon, au point que ce dernier est conduit aux urgences. Il est achevé par le chevalier noir sur son lit d'hôpital. En dehors de l’illusion, le Joker meurt bel et bien des années plus tard, tué par un Batman enragé à la suite de la mort de Jason Todd aux mains de son ennemi juré.
- Au début de la série télévisée Gotham Knights, le Joker est déjà mort. Selon sa fille adoptive, Duela Dent, il a été tué par Batman.
- Dans le film Joker : Folie à deux, après avoir déclaré au dernier jour de son procès que la personnalité de Joker n'a jamais existé et qu'il a agit en pleine conscience lors de ses crimes, Arthur Fleck est poignardé à mort par un autre détenu d'Arkham, déçu par la révélation. Ce dernier se taillade ensuite la bouche avec le couteau tout en riant.

## Relations

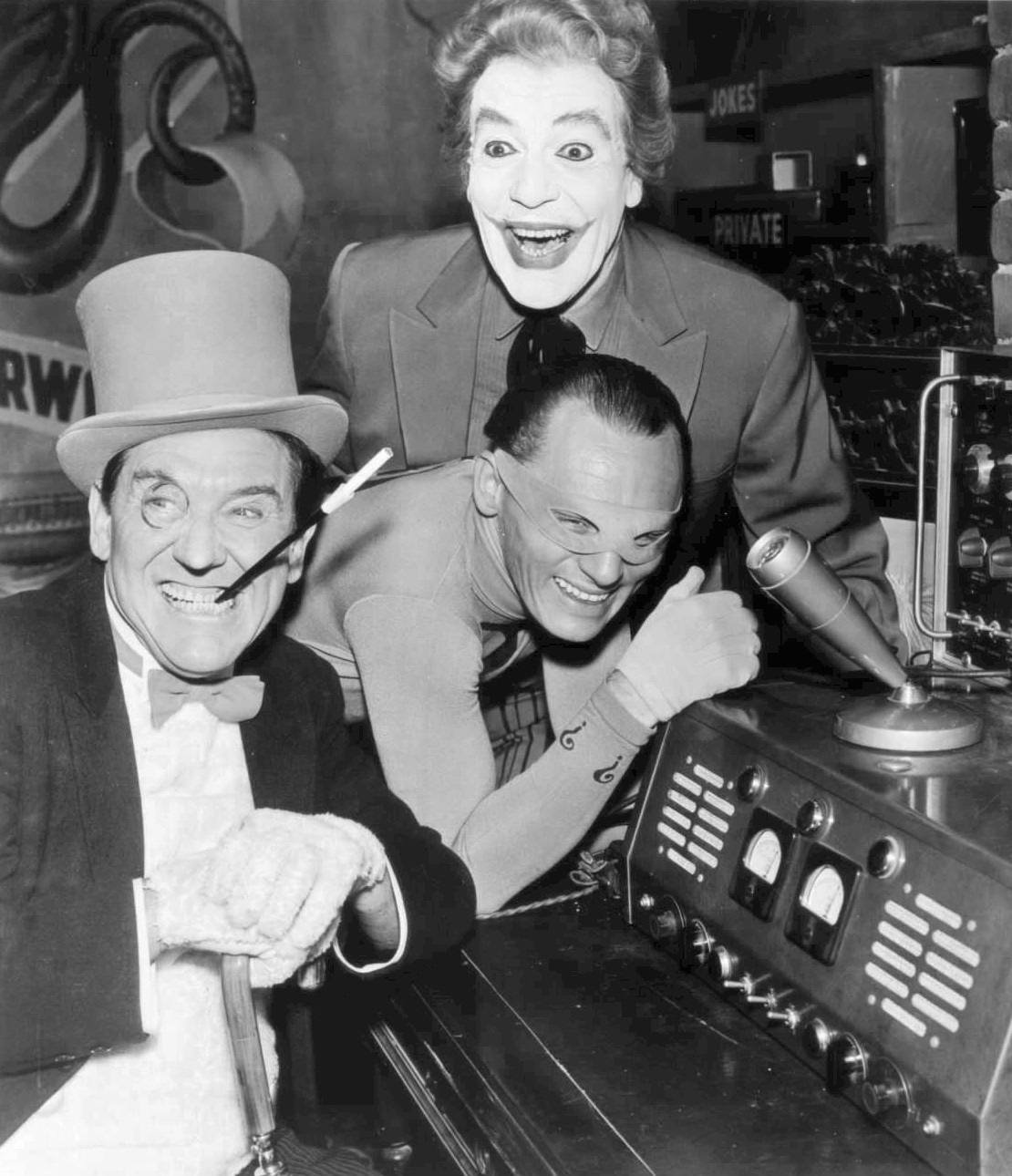
Le Joker, au fond de l'image, tel qu'il apparaît dans la série télévisée de 1966.

Le Joker est accompagné d'hommes de mains constituant son gang, de fidélité variable. Mais, du fait de son tempérament indépendant et égoïste, il n'hésite pas à les tuer ou les sacrifier selon les situations. Outre son gang, il entretient plusieurs relations avec la majorité des personnages de l'univers DC.
Il est rejoint depuis 1992 par Harley Quinn (première apparition dans la série animée Batman). Ancienne psychiatre d'Arkham, elle tombe follement amoureuse du Joker alors qu'elle tente de le soigner, et l'aide fréquemment à s'évader de l'asile d'Arkham. Elle développe un amour obsessionnel, malgré les tortures et coups bas qu'il lui fait.
Le Joker fait équipe avec d'autres super-vilains de Gotham, tel le Pingouin ou Black Mask, voire au-delà, comme Lex Luthor, à recevoir leur aide ou à les aider, par intérêt ou pour s'amuser.
Côté super-héros, si le Joker a une obsession sans égale envers Batman, qu'il tente continuellement de mettre à bout et son entourage  comme Robin, Batgirl ou Nightwing, il s'en prend aussi à d'autres héros de l'univers DC, comme Superman (dans Superman: Empereur Joker ou encore dans Injustice), Wonder Woman et les autres héros de la Justice League.

## Description

### Physique
Sa peau est blanche et ses cheveux sont verts. Il arbore également un large sourire, appuyé par un maquillage rouge au niveau des lèvres. Dans Batman: Dark Knight (The Dark Knight Returns) de Frank Miller comme dans The Dark Knight de Christopher Nolan, et dans plusieurs autres comics, la couleur écarlate des lèvres du Joker est due à l'utilisation d'un rouge à lèvres et d'un maquillage pour le reste du visage, alors que dans la plupart des autres comics, cela est une conséquence du bain d'acide qu'il subit dans Batman: The Killing Joke d'Alan Moore. Les différentes adaptations reprennent soit l'une ou l'autre de cette description, mais toujours est-il qu'il arbore le plus souvent, même de loin, l'apparence d'un clown, en relation avec ses origines données par Alan Moore dans Killing Joke dans lequel il est un comédien raté. Il porte toujours un costume violet ou mauve qui change légèrement selon les comics et les adaptations.
Dans la série animée Batman, le Joker a une apparence assez différente des adaptations précédentes, avec des yeux rouges et des cheveux longs. Au début de la série, le Joker ressemble à un clown bariolé mais au fil de la série il adopte un look plus conforme au comics.

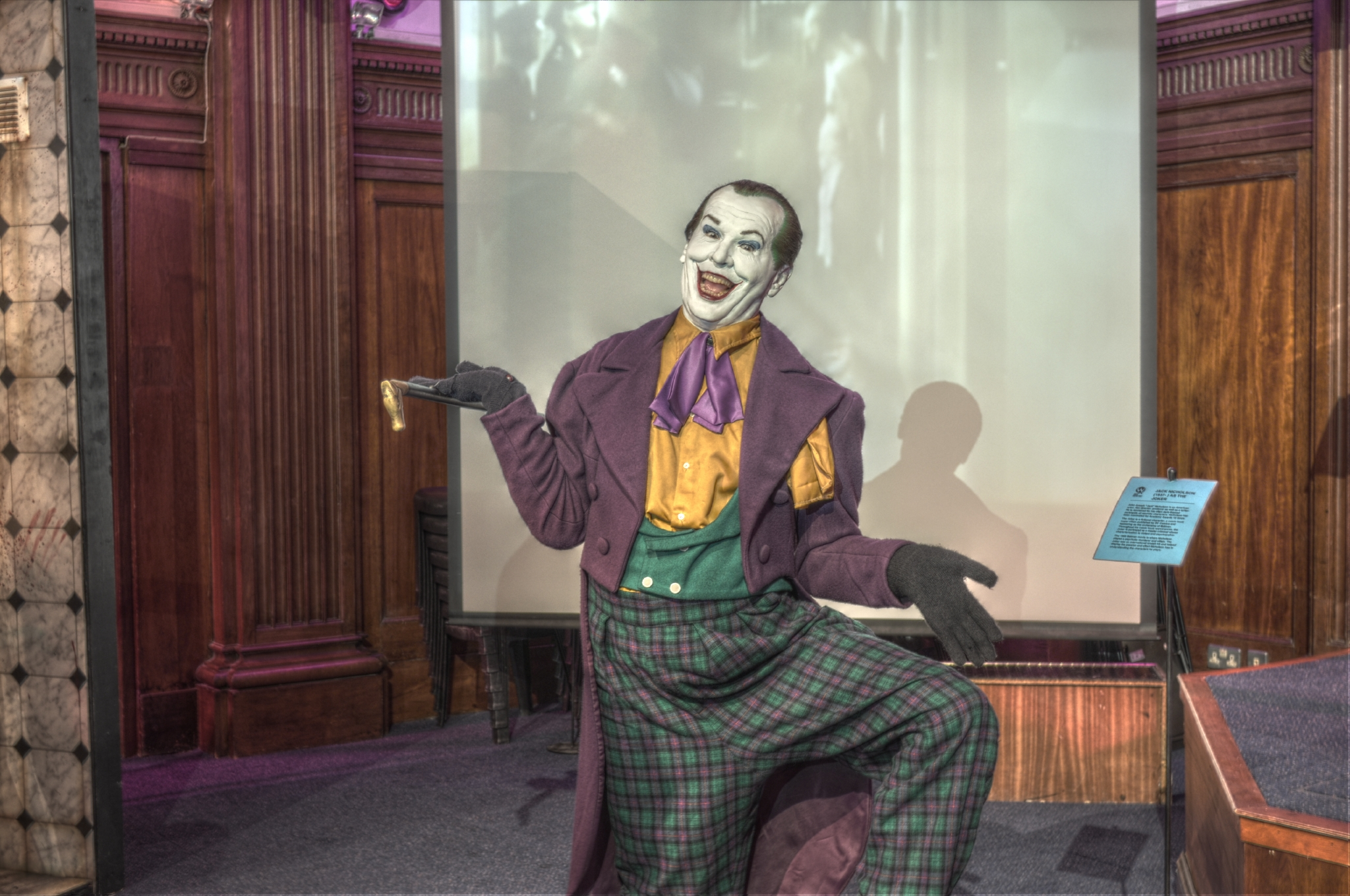
Statue de cire du Joker du film Batman de Tim Burton.

Au cinéma, on observe certaines différences. Dans le Batman de Tim Burton, le Joker a la peau blanche et les cheveux verts à la suite de son bain chimique. Cependant, il utilise du fond de teint couleur chair pour ses apparitions en public. Dans The Dark Knight de Christopher Nolan, le Joker a les cheveux mi-longs et grossièrement teints en vert, ses lèvres sont prolongées par deux cicatrices qui remplissent une bonne partie de la surface de ses joues. L'origine de ces cicatrices est inconnue, le Joker s'amusant à donner plusieurs versions de leur apparition. Dans le film Suicide Squad de 2016, le Joker a le teint pale, les lèvres rouges vif et les cheveux vert (à la suite d'une chute dans une cuve de produit chimique) et gominés, des dents en argent (il a les dents brisées), et des tatouages sur une grande partie de son corps mais dans Zack Snyder's Justice League version alternative du film, le Joker porte des cheveux longs et beaucoup moins de tatouages. Il apparaît avec du maquillage autour de la bouche, quelques cicatrices au visage et porte une tunique blanche.

### Personnalité
La personnalité et la psyché du Joker varient beaucoup en fonction des versions. Dans The Dark Knight : Le Chevalier noir, où il est interprété par Heath Ledger, il est analysé comme étant antisocial, et plus précisément psychopathe,. Dans le film Joker, interprété par Joaquin Phoenix, le Joker est plutôt considéré comme souffrant de schizophrénie paranoïde, mais aussi d'un syndrome pseudobulbaire (ce qui provoque ses fous rires incontrôlables), même si certains lui attribuent aussi un trouble de la personnalité narcissique.
Dans presque toutes les versions du personnage cependant, les actes du Joker ne sont pas motivés par l'argent ou le pouvoir mais par la seule volonté d'instaurer le chaos (dans The Dark Knight : Le Chevalier noir, Alfred Pennyworth, majordome de Bruce Wayne, résumera cette volonté par « Certains hommes veulent juste voir le monde brûler » « Some men just want to watch the world burn »). Il fait le mal pour le mal, et n'a donc ni morale ni éthique. Il n'agit ainsi que pour lui-même et par pur égoïsme, selon son humeur et ses envies, simplement parfois pour combler son ennui.
Le personnage est extrêmement manipulateur, très imprévisible et conçoit des plans qu'il est capable d'adapter et de modifier constamment selon les circonstances. Il est capable de contrôler ou de faire douter n'importe qui. Il utilise ses souvenirs pour faire croire aux gens qu'il a mal tourné sans avoir eu le choix, ce qui est contradictoire avec le personnage, car il affirme, lors de son interrogatoire avec Batman dans The Dark Knight, que le meurtre est un choix.
Il aime se lancer à lui-même des défis macabres et n'éprouve aucune peur de souffrir ou mourir. Dans Joker d'Azzarello, il joue sur un coup de tête à la roulette russe avec un revolver en plein milieu d'une rue et survit, ce qui ne manquera pas de provoquer en lui un énorme fou rire ; dans The Dark Knight, il donne un pistolet chargé à Harvey Dent et laisse celui-ci jouer sa vie à pile ou face. Le plus souvent, il s'amuse avec ses victimes, dans des pièges et des actes de torture d'une extrême complexité, et n'éprouve que de l'indifférence à la souffrance, à la peur et à la mort de ses victimes, s'en délectant même et prenant plaisir à tuer. Ainsi, même lorsque des personnes réalisent par obligation (sous peine de mort) ses moindres souhaits, le Joker finit le plus souvent par les tuer. Cependant, il est aussi montré, très rarement, qu'il laisse en vie ceux qui ne lui ont jamais fait de mal, comme dans le film Joker de Todd Phillips.
Le Joker connaît parfaitement les faiblesses de Batman et il s'est fait une idée de la psychologie de ce dernier. Il sait par exemple que Batman a enduré d'énormes souffrances pour devenir ce qu'il est. Sa personnalité est fondamentalement liée à celle de Batman : l'un rit sans cesse, l'autre est austère. L'un est blanc, l'autre, noir. Mais chacun, à sa façon, détourne la loi et l'ordre établi pour assouvir sa vengeance : Joker sur les innocents, Batman sur les coupables. Ainsi, le Joker a développé envers Batman une énorme obsession, complexe et paradoxale, qui est le moteur de son existence. En effet, il veut en même temps tuer Batman mais aussi que Batman le tue, pour que ce dernier brise ses valeurs et ainsi démontrer que même les plus grands héros peuvent tomber aussi bas que lui (d'ailleurs, il cherche et prend aussi plaisir à rendre les gens fous pour prouver que tout le monde peut sombrer dans la folie après une mauvaise journée, comme montré dans Killing Joke). il chercherait ainsi à ce que ce dernier prenne sa relève.
Le Joker évolue selon le support et l'époque : ainsi le Joker décrit dans la série télévisée des années 1960 est différent de celui des comics Jeph Loeb et de ses versions cinématographiques.
Dans le jeu vidéo Batman: Arkham Asylum qui met en avant le Joker (avec une histoire de Paul Dini, auteur de la série animée des années 1990), on apprend que tous les psychiatres qui l'ont examiné ont conclu à chaque fois qu'il souffrait d'une pathologie mentale différente. Dans Batman: Arkham Knight, alors que le Joker a pris le contrôle de l'esprit de Batman, on découvre qu'il a peur de tomber dans l'oubli et finalement d'être seul.

### Armes
L'arme de prédilection du Joker est la substance toxique qu'il a inventée et qui porte son nom : le « Venin Joker » (« Gaz Hilarex » dans le film de Tim Burton). Cette substance provoque un choc anaphylactique dû au blocage des canaux de calcium et de potassium. L'effet visible est un sourire figé sur le visage de la victime, signe du Joker. Suivant la dose, la peau peut se décolorer et les cheveux peuvent virer au vert, autres signes du clown criminel.
Dans The Dark Knight : Le Chevalier noir, le Joker utilise aussi des armes plus conventionnelles, telles des mitraillettes et autres fusils lourds. Il a une prédilection pour les couteaux divers et variés, car ils permettent "de tuer plus lentement". Il a parfois recours à des explosifs.
Le Joker se plaît à alterner des armes en apparence dangereuses et d'autres en apparence inoffensives. Toujours dans The Dark Knight : Le Chevalier noir, il utilise un crayon pour éliminer un mafieux. Dans les comics, il s'en prend à Black Mask avec un pistolet tirant des fléchettes à l'acide, que celui-ci avait cru non dangereux, alors qu'il venait de tirer avec son pistolet à drapeau que Black Mask avait pris pour un vrai.
Sans oublier le pistolet d'où sort un drapeau "BANG!", qui fait parfois office de symbole. Dans le film Batman, la relève : Le Retour du Joker, le pistolet est capable de tirer le drapeau (en V.O seulement).
Le Joker utilise aussi des armes portant les signes du clown, qu'il transforme en armes mortelles, comme des tartes au cyanure ou explosives, des poignées électriques mortelles, des cartes à jouer tranchantes ou sa fleur qui projette un jet d'acide, ou parfois son Venin Joker. Dans le dessin animé, il utilise une bombe à son effigie dans l'épisode de l'anniversaire du commissaire Gordon.
Dans Batman: Arkham Asylum, le Joker utilise le venin de Bane pour de sombres desseins. Il laisse aussi sur son chemin des cadeaux piégés tout au long de l'intrigue.

### Méthodes
Le Joker affiche un goût particulier pour les farces macabres. Son premier coup d'éclat consista à empoisonner les réserves d'eau de Gotham City. Les armes chimiques n'ont pas de secret pour lui et il porte en permanence plusieurs sortes d’acides ainsi que son venin de Joker. Le but du Joker est de rendre fous ses ennemis afin que le monde entier lui ressemble. Dans The Dark Knight : Le Chevalier noir, le Joker tue le commissaire Loeb et la juge Surillo pour provoquer le chaos dans la ville. Il pousse ensuite les citoyens à éliminer l'un des leurs sous peine de faire exploser un hôpital. Plus tard, il menace de détruire deux ferrys avec à leur bord des civils et des criminels. Dans Batman: Arkham City, il fait appel aux talents d'acteur de Basil Karlo pour prendre temporairement sa place et ainsi dissimuler son état critique. Dans Batman: Arkham Origins, il usurpe l'identité de Black Mask et l'oblige à tuer sa compagne. Dans Le Deuil de la famille, le Joker fait croire à son ennemi juré, Batman, qu'il a mutilé ses proches dont son fils Damian Wayne pour que ce dernier perde la raison.

## Œuvres dans lesquelles le personnage apparaît

### Comics
- 1940 : Batman tome 1
- 1986 : Batman: Dark Knight (The Dark Knight Returns) (Édition Delcourt - Collection Contrebande, dessins et scénario : Frank Miller, encrage : Klaus Janson). : Après 10 ans d'état catatonique, le joker, la cinquantaine passée, reprend du service quand il apprend que Batman est de retour.
- 1988 : Rire et mourir (Édition Delcourt, dessins : Brian Bolland, scénario : Alan Moore, couleurs : John Higgins) Réédition de l'album Souriez !. : Une histoire où l'on découvre les origines du Joker.
- 1989 : Un deuil dans la famille (Édition Semic - Collection Prestige, dessins : Jim Aparo, scénario : Jim P. Starlin). : Le joker assassine Jason Todd, le deuxième Robin.
- 1990 : L'Asile d'Arkham (Édition Reporter, dessins : Dave McKean, scénario : Grant Morrison) Réédition de l'album Les Fous d'Arkham. : Le joker prend le contrôle de l'asile d'Arkham et va se mesurer une fois de plus au chevalier noir;
- 2009 : JoKeR (Édition PaniniComics, dessins : Lee Bermejo, scénario : Brian Azzarello). : Après plusieurs années d'internement à l'asile, tout l'empire du Joker s'est effondré et est aujourd'hui partagé par tous les criminels de Gotham. Le joker sort de l'asile et compte bien récupérer son territoire.
- 2013 : Le Deuil de la famille (Édition Urban Comics, dessins : Greg Capullo / Jock, scénario : Scott Snyder) : le Joker s'en prend à Batman ainsi qu'à tous ses plus proches associés.
- 2015 : Mascarade - Fini de Jouer (Édition Urban Comics, dessins : Greg Capullo, scénario : Scott Snyder) : Batman doit faire face aux autres membres de la Ligue de Justice ainsi qu'aux habitants de Gotham, tous sous l'emprise de la toxine du Joker.
- 2017 : Batman the dark knight prince charming
- 2018 : Batman: White Knight (éditions Urban Comics, dessins et scénario : Sean Murphy) : Batman devient fou, tandis que le joker est soigné de sa folie
- 2018: The Batman Who Laughs: Dans un autre univers, Batman n'a pas de code contre le meurtre et, selon Snyder, est le pire cauchemar de Batman. The Batman Who Laughs serait Batman s'il était infecté par la toxine du Joker.
- 2019 : Joker year of the villain
- 2019 : Joker killer smile
- 2020 : Batman: Three Jokers : Batman découvre qu'il y a en fait 3 Joker contre qui il se bat.
- 2020 : Joker war

### Cinéma (hors animation)

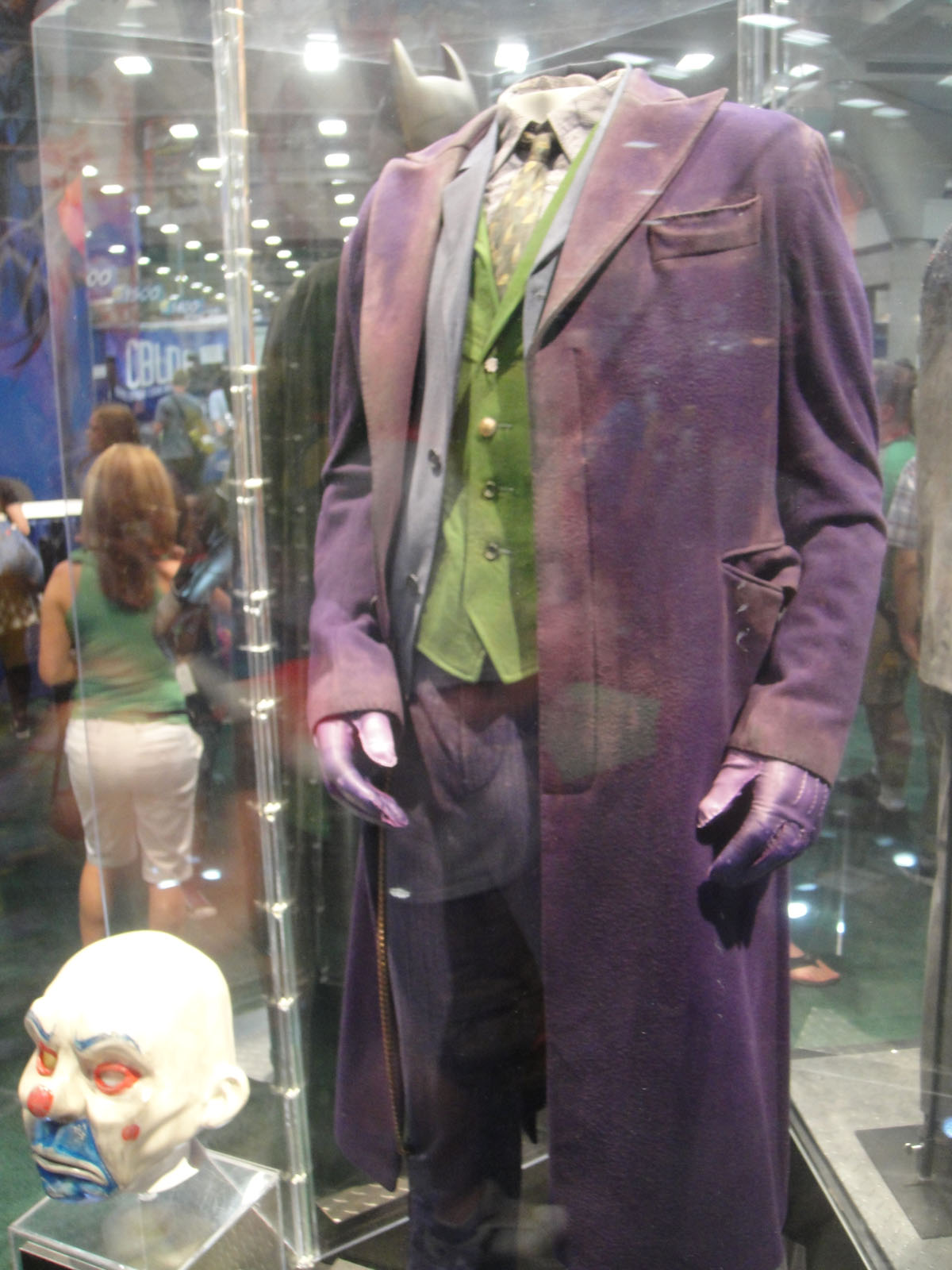
Costume du Joker dans le film The Dark Knight : Le Chevalier noir

- Batman (Leslie H. Martinson, 1966) avec Cesar Romero (VF : Georges Aminel).
- Fight Batman Fight! (en) (Romeo N. Galang, 1973) avec Rod Navarro (en).
- Batman (Tim Burton, 1989) avec Jack Nicholson (VF : Jean-Pierre Moulin) et Hugo E. Blick (VF : Jean-Louis Faure).
- Alyas Batman en Robin (Tony Y. Reyes, 1991) avec Rene Requiestas.
- Batman Forever  (Joel Schumacher, 1995) avec David U. Hodges.
- Batman: Dead End (Sandy Collora, 2003) avec Andrew Koenig.
- Grayson (John Fiorella, 2004) avec Brian C. Bethel.
- The Dark Knight : Le Chevalier noir (Christopher Nolan, 2008) avec Heath Ledger (VF : Stéphane Ronchewski et VFC : Gilbert Lachance)
- Batman v Superman : L'Aube de la justice (Zack Snyder, 2016) (mentionné et référencé seulement).
- Suicide Squad (David Ayer, 2016) avec Jared Leto (VF : Paolo Domingo).
- Joker (Todd Phillips, 2019) avec Joaquin Phoenix (VF : Boris Rehlinger).
- Birds of Prey (Cathy Yan, 2020) Le personnage apparaît en caméo lors d'une séquence animée et apparition via une doublure et images d'archives de Jared Leto.
- Zack Snyder's Justice League (Zack Snyder, 2021) avec Jared Leto (VF : Paolo Domingo).
- The Batman (Matt Reeves, 2022) avec Barry Keoghan (VF : Julien Crampon).
- Joker : Folie à deux (Todd Phillips, 2024) avec Joaquin Phoenix (VF : Boris Rehlinger).

### Films d'animation
- Batman contre le fantôme masqué de Eric Radomski et Bruce Timm (1993) (VO : Mark Hamill ; VF : Pierre Hatet)
- Batman, la relève : Le Retour du Joker de Curt Geda (2000) (VO : Mark Hamill ; VF : Daniel Lafourcade)
- Batman contre Dracula de Michael Goguen (2005) (VO : Kevin Michael Richardson ; VF : Pierre Hatet)
- Batman et Red Hood : Sous le masque rouge de Brandon Vietti (2010) (VO : John DiMaggio ; VF : Xavier Fagnon)
- Batman, The Dark Knight Returns de Jay Oliva (2012) (VO : Michael Emerson ; VF : Xavier Fagnon)
- Lego Batman, le film : Unité des super héros de Jon Burton (2013) (VO : Christopher Corey Smith ; VF : Xavier Fagnon)
- Batman : Assaut sur Arkham de Jay Oliva et Ethan Spaulding (2014) (VO : Troy Baker ; VF : Xavier Fagnon)
- Le Fils de Batman d'Ethan Spaulding (2014) (VO : Dee Bradley Baker) (caméo)
- Batman vs. Robin de Jay Oliva (2015) (caméo)
- Batman Unlimited : Monstrueuse Pagaille de Butch Lukic, 2015) (VO : Troy Baker ; VF : Xavier Fagnon)
- Lego Batman, le film de Chris McKay (2017) (VO : Zach Galifianakis ; VF : Philippe Bozo)
- Scooby-Doo et Batman : L'Alliance des héros de Jake Castorena (2018) (VO : Jeff Bennett ; VF : Xavier Fagnon)

### Vidéo
- Batman: The Killing Joke de Sam Liu (2016) (VO : Mark Hamill ; VF : Marc Saez)
- Batman : Le Retour des justiciers masqués de Rick Morales (2016) (VO : Jeff Bergman ; VF : Marc Saez)
- Batman et Harley Quinn de Sam Liu (2017) (caméo seulement)
- Batman vs Double-Face de Rick Morales (2017) (VO : Jeff Bergman ; VF : Marc Saez)
- Batman Ninja de Junpei Mizusaki (2018) (VF : Marc Saez)
- Batman et les Tortues Ninja de Jake Castorena (2019) (VO : Troy Baker ; VF : Marc Saez)
- Batman: The Long Halloween de Chris Palmer (2021) (VO : Troy Baker ; VF : Stéphane Ronchewski)
- Injustice de Matt Peters (2021) (VO : Kevin Pollak ; VF : Stéphane Ronchewski)
- Scooby-Doo et Krypto de Cecilia Aranovich (2023) (VO : Nolan North ; VF : Stéphane Ronchewski)
- Justice League : Crisis on Infinite Earths Part 2 & 3 de Jeff Wamester (2024) (VO : Troy Baker et Mark Hamill ; VF : Stéphane Ronchewski)

### Télévision
- 1966-1968 : Batman, ABC

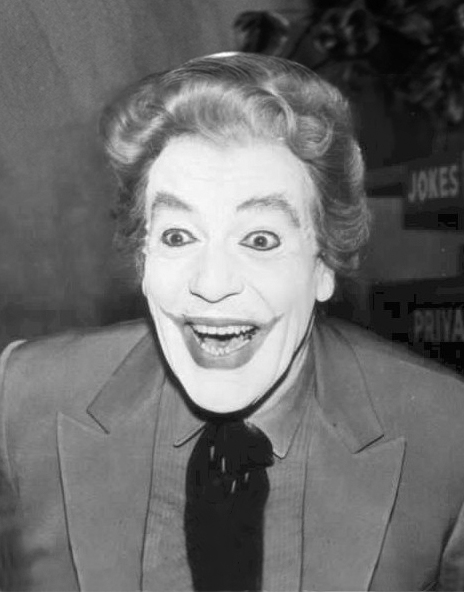
Le Joker de 1966 interprété par Cesar Romero.

- 1968 - 1969 : Les Aventures de Batman (The Adventures of Batman), CBS
- 1977 : The New Adventures of Batman, CBS
- Entre 1992 et 2003, le personnage apparaît dans les séries du DC Animated Universe. Cet univers marque la première interprétation du personnage par Mark Hamill, personnage qui devait être interprété par Tim Curry, mais ce dernier a été remplacé au bout de quelques épisodes enregistrés[16]. Il explique comment il a choisi le rire du Joker : « Son rire devrait être comme un instrument de musique ; cela devrait en quelque sorte illustrer son humeur [...] Cela pourrait être inquiétant et intimidant ; il pourrait être jubilatoire avec un abandon sauvage. Mais je ne voulais pas d'un seul rire machinal. »[Note 1],[17]. :  
  - Batman (Paul Dini, Bruce Timm, Eric Radomski, 1992-1995)
  - Superman, l'Ange de Metropolis (Superman, Alan Burnett, Paul Dini, Bruce Timm, 1996-2000) avec
  - Batman (The New Batman Adventures, Alan Burnett, Paul Dini, Bruce Timm, 1997-1999)
  - La Ligue des justiciers (Justice League puis Justice League Unlimited, 91 épisodes, Paul Dini, Bruce Timm, 2001-2006)
  - Static Choc (Static Shock, Dwayne McDuffie, 2000-2004)
- Les Anges de la nuit (Birds of Prey, 13 épisodes, Laeta Kalogridis, 2002-2003) avec Mark Hamill (voix) et Roger Stoneburner
- Batman (The Batman, Duane Capizzi, Michael Goguen, 2004-2008) avec Kevin Michael Richardson (VF : Pierre Hatet).
- Batman : L'Alliance des héros (Batman: The Brave and the Bold, James Tucker, 2008-2011) avec Jeff Bennett (VF : Xavier Fagnon)
- La Ligue des justiciers : Nouvelle Génération (Young Justice, 2 épisodes, Greg Weisman, Brandon Vietti, 2010-) avec Brent Spiner (VF : Xavier Fagnon puis Stéphane Ronchewski)
- La Ligue des justiciers : Action (Gardner Fox et Mike Sekowsky, 2016-2018), interprété par Mark Hamill (VF : Xavier Fagnon)
- Gotham (Bruno Heller, 2014-2019) avec Cameron Monaghan (VF : Rémi Caillebot)
- Harley Quinn (Justin Halpern, Patrick Schumacker et Dean Lorey, 2019-) avec Alan Tudyk
- Suicide Squad Isekai (série d'animation, 2024), avec Yūichirō Umehara[18].

### Jeux vidéo
- Batman: The Video Game (Nintendo)
- Batman: The Movie (Amiga, Amstrad CPC, Atari ST, Commodore 64, PC (DOS), MSX, ZX Spectrum et GX-4000), tiré du film de Tim Burton.
- Batman: Return of the Joker
- Batman: The Animated Series
- The Adventures of Batman and Robin
- Batman of the Future: Return of the Joker
- Batman: Chaos in Gotham
- Batman: The Telltale Series
- Batman: The Enemy Within
- Batman : Vengeance (VO : Mark Hamill)
- Batman: Dark Tomorrow
- DC Universe Online (VF : Pierre Hatet)
- Les jeux vidéo basés sur les jouets Lego :
  - Lego Batman, le jeu vidéo : le Joker est le méchant principal et final. Il est également un personnage jouable.
  - Lego Batman 2: DC Super Heroes (VF : Martial Le Minoux) : le Joker est un des deux méchants principaux avec Lex Luthor
  - Lego Batman 3 : Au-delà de Gotham (VF : Martial Le Minoux) : Le Joker est un antagoniste, puis un allié et personnage jouable quand Brainiac menace la Terre.
  - Lego Dimensions (VF : Martial Le Minoux) : Le Joker est l'un des personnages jouables, vendu avec Harley Quinn. Il est également l'un des ennemis de Batman alliés à Lord Vortech.
  - Lego DC Super-Villains (Mark Hamill), (VF : Stéphane Ronchewski)
- Il est le principal antagoniste dans les jeux vidéo Batman: Arkham dans lesquels Mark Hamill reprend le personnage, à l'exception du prequel Batman: Arkham Origins dans lequel Troy Baker le remplace[19] :
  - Batman: Arkham Asylum (VF : Pierre Hatet) : après avoir été arrêté par Batman et emmené à l'asile d'Arkham, le Joker tend un piège au Chevalier noir en libérant les dangereux internés étant à son service et empêchant l'entrée et sortie totale de l'asile, enfermant de nombreux médecins et services de sécurité dans le danger le plus risqué. De plus, le Joker menace de faire exploser des bombes tout autour de Gotham si n'importe qui tenterait d'entrer dans l'asile.
  - Batman: Arkham City (VF : Pierre Hatet) : le Joker est gravement malade à la suite de son exposition au sérum Titan, poison issu du Venin de Bane. Son corps a retrouvé une apparence « normale », mais son organisme meurt à petit feu. Grâce à la complicité d'Harley Quinn, il oblige Batman à récupérer un antidote gardé par Mr Freeze (pour ce faire, le Joker va injecter son propre sang dans Batman, ne lui donnant plus que quelques heures à vivre).
  - Batman: Arkham Origins (VF : Stéphane Ronchewski) : le Joker organise son premier coup sur Gotham en se faisant passer pour Black Mask et lancer un contrat sur la tête du Chevalier noir, qui n'agit que depuis quelques mois dans ce préquel.
  - Batman: Arkham Knight (VF : Pierre Hatet) : le Joker est mort mais son esprit vit encore à travers les personnes contaminées par son sang, dont Batman lui-même. Au début du jeu, son corps est incinéré par le commissaire Gordon. Grâce au sang du Joker toujours présent dans Batman, sa conscience a pu survivre à travers lui et s'est finalement manifesté plus vite que prévu grâce au gaz de terreur de l'Épouvantail. Il passe la plupart du temps à tourmenter ou critiquer son ennemi juré, attendant le moment où il prendra le dessus.
- Gotham City Imposteurs

- Depuis 2008, Richard Epcar interprète le personnage dans les jeux de combat Mortal Kombat et Injustice (en) :
  - Mortal Kombat vs. DC Universe, sorti en 2008, où il proposera d'ailleurs une alliance à Lex Luthor de Superman et à Deathstroke.
  - Injustice: Les dieux sont parmi nous (VF : Stéphane Ronchewski) : Après avoir enlevé Loïs Lane, le Joker pousse Superman à la tuer en lui faisant croire qu'il combat Doomsday. Fou de rage, Superman arrache le cœur du Joker et se déclare le seul capable de gouverner la Terre pour mettre fin au crime. Mais une faille spatio-temporelle entraîne les héros du présent dans le futur et le Joker est de retour pour se jouer du monde de Superman.
  - Injustice 2 (VF : Stéphane Ronchewski) : sorti en 2017
  - Dans Mortal Kombat 11 (VF : Stéphane Ronchewski) : sorti en 2019, le personnage est jouable grâce à un contenu téléchargeable.
- MultiVersus : Le Joker est disponible comme personnage jouable depuis le 28 mai 2024. Le Batman qui rit est également jouable en tant que variante à obtenir en échange de 100,000 points de prestiges.